# Phek (distrikt)
Phek (hindi: फेक जिला) er et distrikt i den indiske delstat Nagaland. Distriktets hovedstad er Phek.

## Demografi
Ved folketællingen i 2011 var der 163,294 indbyggere i distriktet, mod 148,246 i 2001. Den urbane befolkningen udgør 15,07 % af befolkningen.
Børn i alderen 0 til 6 år udgjorde 16,86 % i 2011 mod 18,28 % i 2001. Antallet af piger i den alder per tusinde drenge er 915 i 2011 mod 926 i 2001.